# 小島一枝

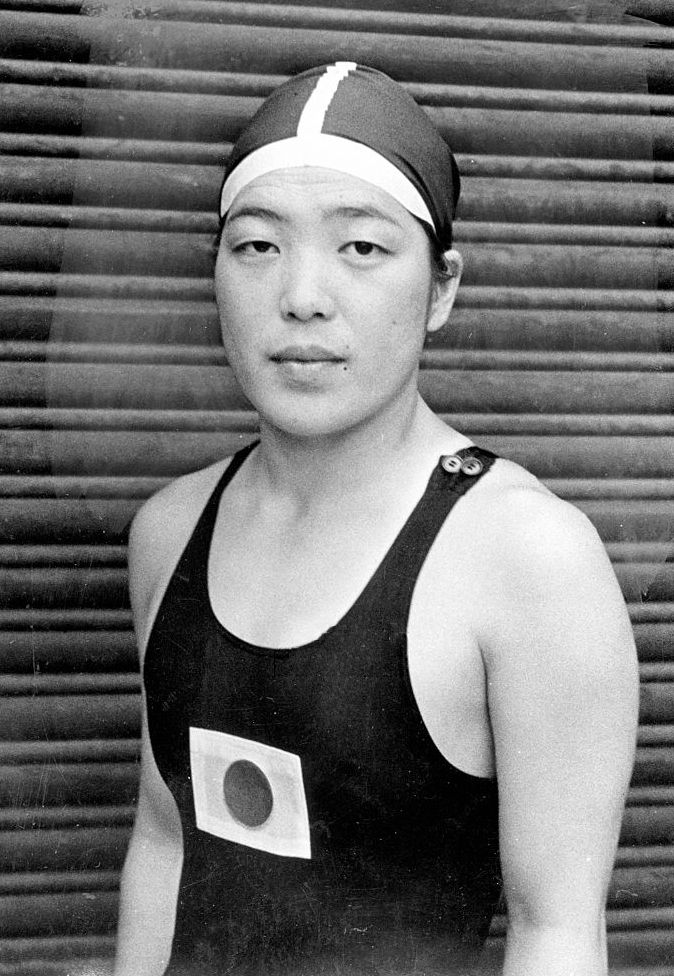
小島一枝 c.1936

小島 一枝（こじま かずえ、1916年10月30日 - 1992年）は日本の水泳選手。

## 来歴
和歌山県伊都郡橋本町（現・橋本市）出身。紀の川で泳いだ。近代水泳黎明期を代表する名選手として知られた。ロサンゼルスオリンピック、ベルリンオリンピックの競泳日本代表として活躍した。ベルリンでは400メートル自由形で6位入賞。この順位は、自由形女子としては千葉すずが後に並ぶまで日本選手団の最高位だった（のちにアテネオリンピックにて柴田亜衣が800メートル自由形で優勝したことで最高位を更新）。
日本選手権では女学校時代に200メートル自由形で7-9回大会まで3連覇、100メートル自由形でも7回大会に勝っている。同郷の前畑秀子と親交が厚かった。椙山女学園中学校・高等学校には偉業を称えるために、同窓（2年先輩）でもある前畑と並んだ水着姿の銅像が建立された。

## 日本代表歴
- 1932年ロサンゼルスオリンピックの日本選手団
- 1936年ベルリンオリンピックの日本選手団